# Jordi Bartrès i Calsapeu
Jordi Bartrès i Calsapeu (Mataró, 16 de juny de 1985) és un ex-jugador d'hoquei sobre patins català, que jugà de davanter al CH Mataró, al CP Vilanova, al SHUM Maçanet i al CP Vic.

## Palmarès

### CH Mataró
- 1 Copa de la CERS (2008/09)

### CP Vilanova
- Subcampió Copa del Rei / Copa espanyola (2010)[5]
- Subcampió Copa de la CERS (2010/11)[6]

### Selecció espanyola
- Subcampió Campionat del Món sub-20 (2005)